# HD 59890
HD 59890 je zvezda tipa G3Ib (rumena nadorjakinja) v ozvezdju Krme. Njena navidezna magnituda je 4,65, od nas pa je sodeč po njeni paralaksi oddaljena približno 1500 svetlobnih let.